# Ovelgünne
Ovelgünne is een plaats en voormalige gemeente in de Duitse deelstaat Saksen-Anhalt en maakt deel uit van de gemeente Eilsleben in de Landkreis Börde.
Ovelgünne telt 402 inwoners.

## Galerij

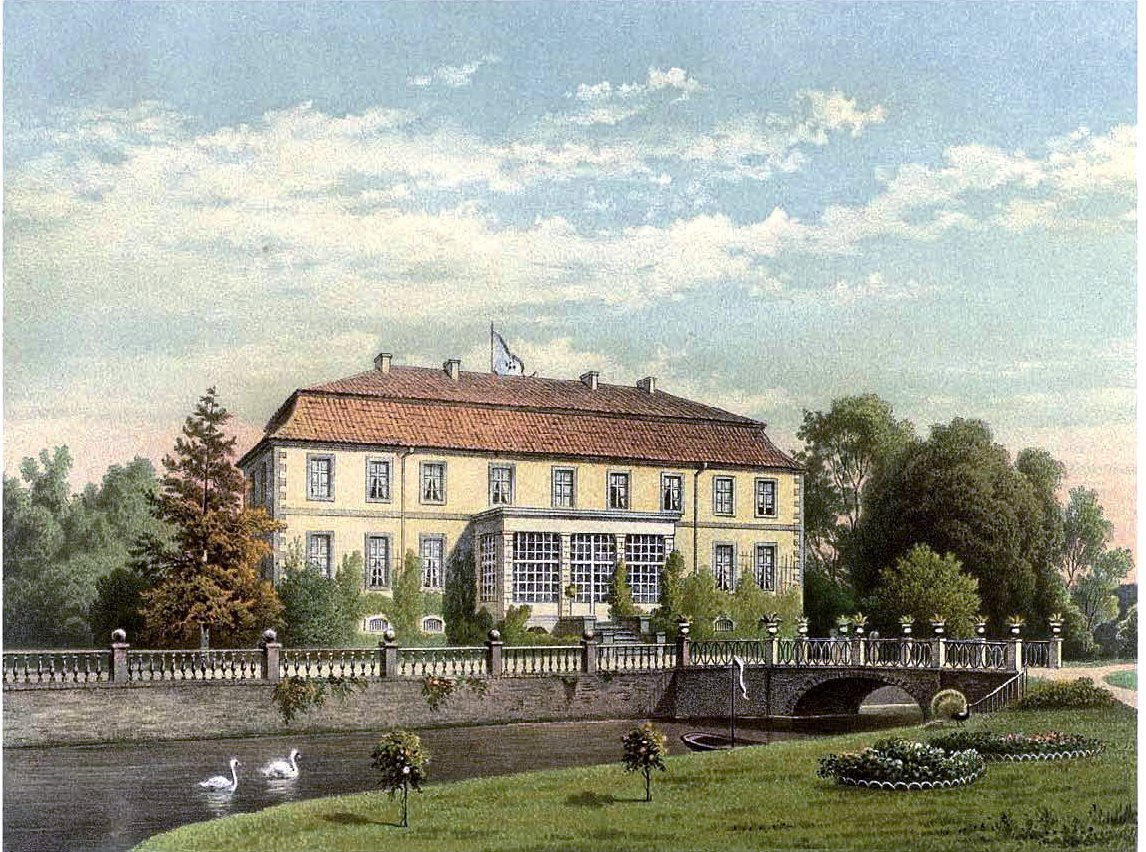
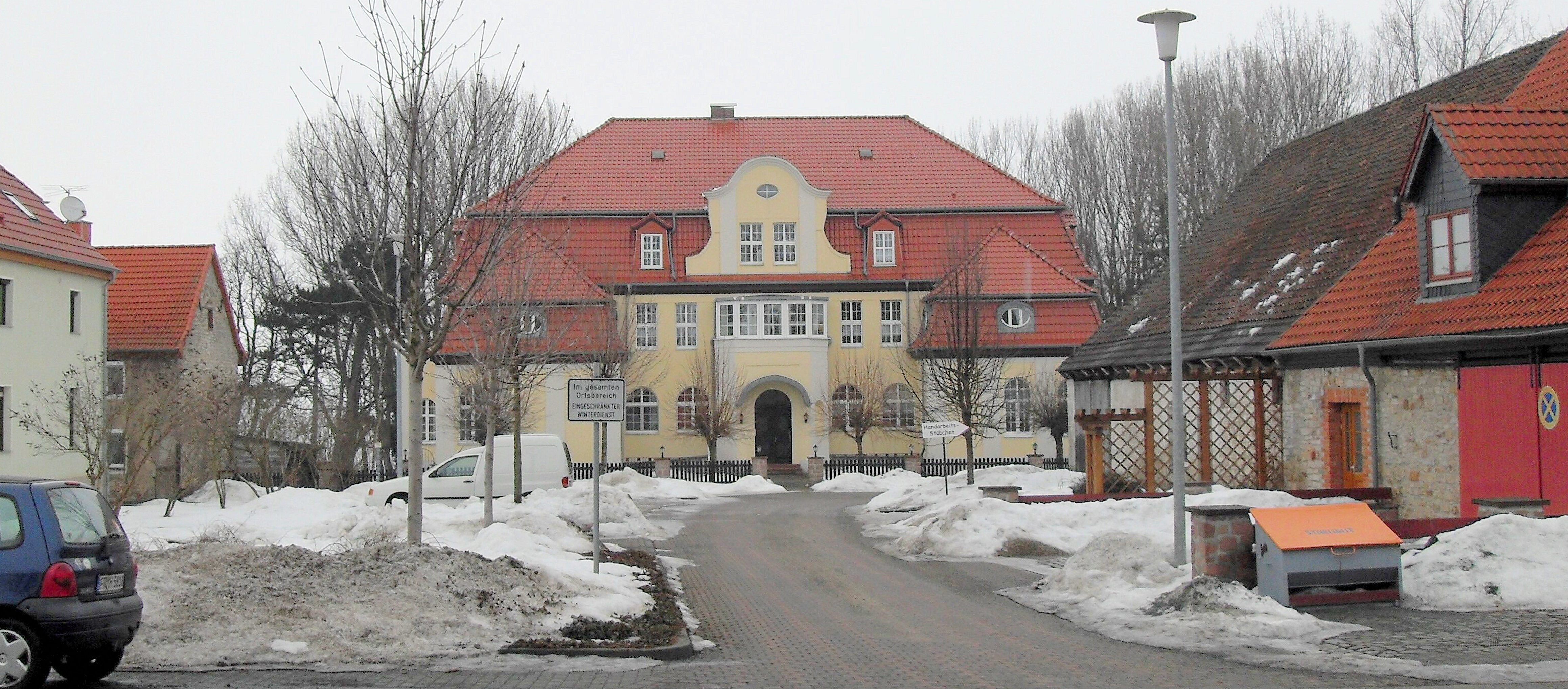
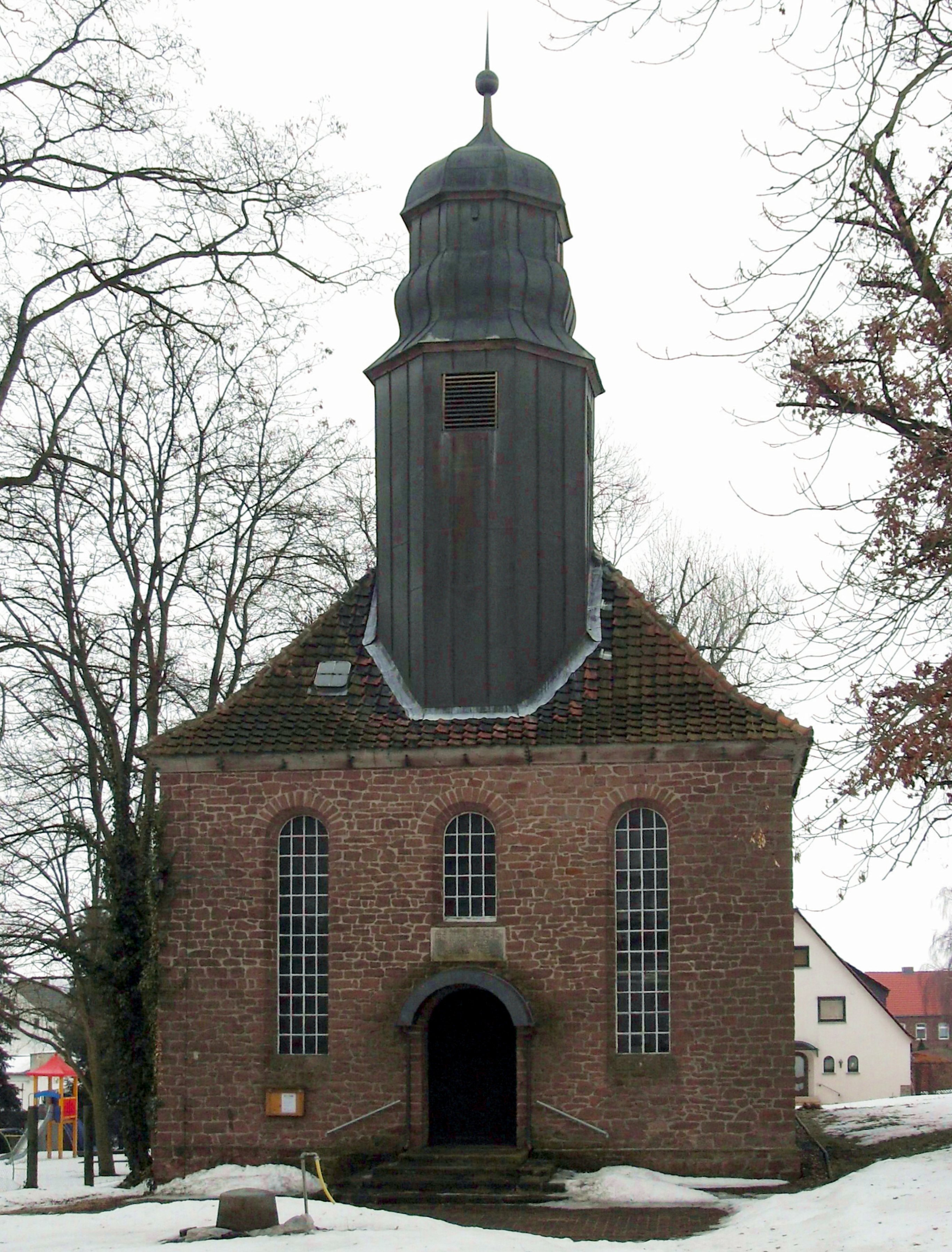